# Casamento da Virgem
O casamento da Virgem é um tema da arte cristã que trata do casamento da Virgem Maria com São José. O evento não é mencionado nos evangelhos canônicos (há uma menção ao evento já ocorrido em Mateus 1:18), mas aparece em diversos apócrifos e em textos posteriores, com destaque para a Lenda Dourada, do século XIV. Como as demais outras cenas dos ciclos da "Vida da Virgem" (como a Natividade e a Apresentação), o casamento de Maria com José foi introduzido na liturgia pelo Papa Paulo III no ano de 1546 e sua devoção atestada pela Papa João XXIII em 1961.. A festa é tradicionalmente comemorada em 23 de janeiro, sendo conhecido como a "Festa dos Santos Esposos".

## História
Na tradição da Igreja Ortodoxa, "Maria encarregada a José" é uma cena essencialmente idêntica e com iconografia similar, mas que, historicamente, teria ocorrido um pouco antes, quando Maria foi confiada aos cuidados de José pelas autoridades do Templo.
Na arte, o tema aparece de diversas formas diferentes representando cenas distintas: o noivado de Maria, com José segurando um ramo florido (também de origem apócrifa) e a procissão do casamento principalmente.

## A lenda do noivado naLenda Dourada

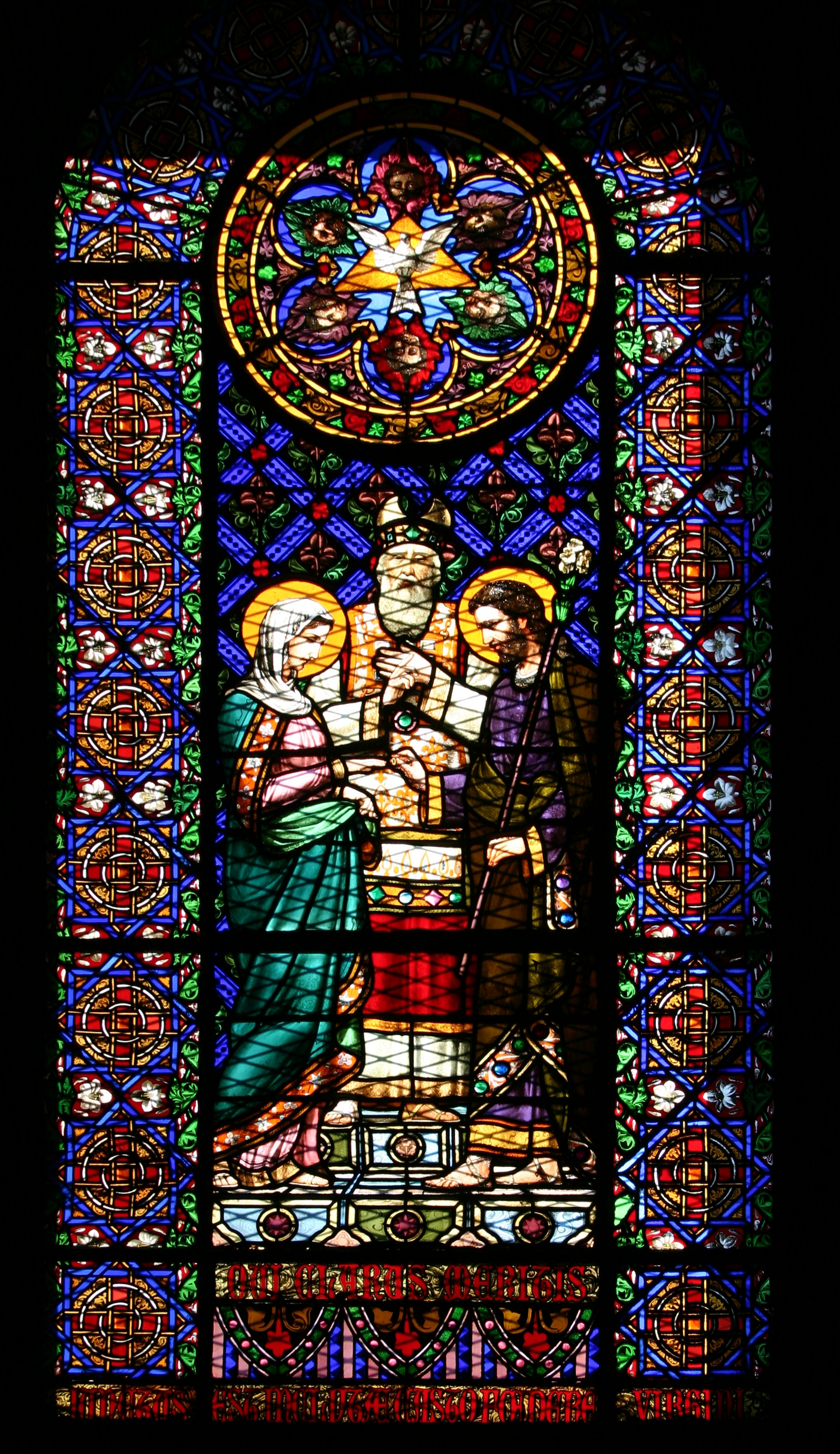
"Casamento da Virgem". Vitral na Basílica de Montserrat.

A Lenda Dourada, que deriva seus relatos do muito mais antigo Evangelho de Pseudo-Mateus, relata como, quando Maria tinha apenas 14 anos (e vivia no Templo), o sumo-sacerdote juntou todos os descendentes homens de David que estavam em idade de se casar (incluindo São José, mesmo ele sendo muito mais velho que os demais) e os ordenou que lhe trouxessem um ramo. Aquele que florescesse indicaria seu dono como marido de Maria. Após o Espírito Santo ter descido na forma de uma pomba e ter provocado o florescimento do ramo de José, ele e Maria foram casados no costume judaico. Não é claro se esta história ocorreu antes ou depois da Anunciação, que, no relato do Novo Testamento, aconteceu após o noivado, mas antes do casamento. O relato completo é o seguinte:
| “ | Quando [Maria] chegou ao seu décimo-quarto ano, o sumo-sacerdote anunciou a todos que as virgens que estavam sendo criadas no Templo e que haviam alcançado a idade em que se tornam mulheres deveriam retornar para os seus para serem dadas em casamento legítimo. Todos obedeceram a ordem e Maria, apenas, respondeu que isto ela não poderia fazer, tanto por que seus pais a haviam dedicado a serviço do Senhor quanto por que ela mesma havia prometido sua virgindade para Deus... Quando o sumo sacerdote foi se aconselhar com Deus, uma voz veio do oratório para que todos ouvissem e pediu que todos os homens em condição de se casar da casa de David e que ainda não tivessem uma esposa deveriam trazer um ramo e deveriam colocá-lo sobre o altar; um dos ramos iria florescer e, sobre ele, o Espírito Santo iria descansar na forma de uma pomba, de acordo com a profecia de Isaías, e que o dono do ramo iria ser aquele com o qual a virgem deveria se casar. José estava entre os homens que vieram... [e ele] colocou o ramo sobre o altar e imediatamente ele irrompeu em flores; uma pomba veio do céu e pousou na ponta do ramo; assim ficou manifesto para todos que a Virgem deveria ser a esposa de José. | ” |

Na realidade, nem a Lenda Dourada e nem nenhum dos relatos apócrifos relatam a cerimônia em si e diferem quanto ao momento que ela ocorreu, sendo certo apenas que ele teria ocorrido antes da "Viagem para Belém". No Evangelho de Tiago, o casamento ocorreu depois da Anunciação, mas no Evangelho de Pseudo-Mateus, a principal fonte no ocidente, antes.

## Arte
A cena - ou cenas - era um componente comum nos ciclos maiores da "Vida da Virgem" e, assim, era encontrada frequentemente, especialmente durante a Idade Média; ele não se encontra no ciclo típico de um Livro das horas porém. A cena do casamento já foi pintada, entre outros, por Giotto, Perugino, Rafael, Ventura Salimbeni (1613, sua última pintura), Domenico Ghirlandaio (1485-90, na Capela Tornabuoni), Bernardo Daddi (atualmente na Royal Collection), Pieter van Lint (1640, na Catedral de Antuérpia), Tiburzio Baldini, Alfonso Rivarola, Francesco Caccianiga, Niccolò Berrettoni, Giovanni Jacopo Caraglio, Filippo Bellini, Veronese (na Igreja de San Polo, Veneza), Giulio Cesare Milani, Franciabigio (na Santissima Annunziata), Giacomo di Castro e Charles-André van Loo.
.